# Emmylou
«Emmylou» — песня в исполнении шведского фолк-дуэта First Aid Kit, выпущенная в 2012 году. Композицию написали сами участницы ансамбля — сёстры Клара и Йоханна Сёдерберг. Название произведения отсылает к американской певице Эммилу Харрис.
Номер, согласно авторам, рассказывает о радости и волшебстве, которые дарит пение вместе с тем, кого ты любишь. В этом свете, помимо Харрис и её вокального партнёра Грэма Парсонса, в тексте песни упоминается ещё один влиятельный кантри-тандем — Джонни Кэш и его жена Джун Картер. Впервые «Emmylou» была представлена публике 6 января 2012 года на официальном YouTube-канале First Aid Kit в формате видеоклипа с Кларой и Йоханной в главных ролях, снятого в хиппи-эстетике на месте сожжения тела Грэма Парсонса в американском национальном парке Джошуа-Три. 14 января того же года композиция вышла в качестве сингла, а затем появилась и во втором студийном альбоме фолк-дуэта — The Lion’s Roar.
Сингл достиг позиций № 24 в шведском чарте Sverigetopplistan, № 20 в норвежском VG-lista и № 65 во фламандском Ultratip, получив скандинавскую награду Gaffa-Priset как лучший шведский хит года, а также похвалы от британской прессы, в частности, издания Uncut и радиостанции BBC Radio 6 Music. Американский журнал Rolling Stone включил «Emmylou» в свой список 50 лучших песен 2012 года и в перечень 100 лучших треков 2010-х. Кроме того, работа стала поводом для личного знакомства сестёр с Харрис, состоявшегося на следующий год после релиза композиции. В 2015-м девушки исполнили номер в ходе банкета премии Polar Music Prize, чествуя находившуюся в зале певицу как очередного лауреата этой награды.

## История
Композиция «Emmylou» написана Кларой и Йоханной под впечатлением от кантри-дуэтов Грэма Парсонса и Эммилу Харрис — их участницы First Aid Kit впервые услышали в посмертном альбоме певца, Grievous Angel (1974). Произведения тандема девушки открыли для себя в результате «одержимости» работами Bright Eyes и Конора Оберста, когда решили узнать какие артисты вдохновляли эту группу и её фронтмена. На тот момент сёстрам было 14 и 16 лет соответственно, и по их воспоминаниям, знакомство с творчеством Парсонса и его напарницы стало для них «музыкальным откровением». «Естественные гармонии Эммилу Харрис и Грэма настолько прекрасны, что можно умереть», — передавала свои и кларины эмоции старшая Сёдерберг. Далее шведки взялись изучать сольные диски Харрис, влюбившись в неё как певицу и автора песен, и в итоге называя солистку в числе кантри-артистов, оказавших на First Aid Kit наибольшее влияние.
Согласно Йоханне, получившаяся у них с Кларой композиция рассказывает о том, насколько радостно и чудесно петь вместе с тем, кого ты любишь. В данном контексте, помимо Парсонса и Харрис, чьи романтические отношения существовали лишь на уровне слухов, произведение упоминает и другой известный кантри-дуэт — Джонни Кэш и Джун Картер, которые официально были мужем и женой. По словам сестёр, перечисленные в «Emmylou» пары являются для них одними из самых любимых авторов и исполнителей всех времён, вдохновившими First Aid Kit «безмерно», поэтому трек служит ещё и своего рода трибьютом этим артистам. «Когда они поют вместе — это неземная сила. Вы можете услышать, как их голосовые связки источают любовь», — резюмировали девушки свои ощущения от вокала обоих тандемов. Кантри-легенды между тем не выступают героями песни, а фигурируют в ней как элементы любовной метафоры:
I’ll be your Emmylou, and I’ll be your June,
If you’ll be my Gram and my Johnny, too.
No, I’m not asking much of you.

Just sing, little darlin’. Sing with me.
Помимо прекраснодушных объяснений в любви, номер передаёт и горькие чувства, упоминая призраков, обман и холодные ветра. «Вероятно, мы не сможем быть вместе, но по крайне мере мы можем петь вместе», — очертили фабулу произведения участницы First Aid Kit. При этом, согласно Кларе в их тандеме отношения тоже не безоблачны, и порой творческие идеи сестры её сильно раздражают. Так случилось и в ходе работы над «Emmylou», когда Йоханна предложила вставить в песню куплет из другой композиции. Однако после того, как вариант старшей Сёдерберг они всё же опробовали, он, как признала Клара, и правда оказался удачным. Хотя в номере и перечисляются кантри-дуэты, музыкально ансамбль главным образом отталкивался от свежей волны фолк-ривайвла и пышных вокальных гармоний группы Fleet Foxes. Вместе с тем, как дань уважения альт-кантри-звучанию Парсонса и Харрис, в треке имеются меланхоличные партии педал-стила.
Когда шведки из First Aid Kit закончили сочинять песню, в которой старались покорить слушателей не только красивым пением, но и отсылками к музыкальной культуре США, они ещё ни разу не посещали Соединённые штаты. Тем не менее запись «Emmylou», как и всего их будущего (второго по счёту) лонгплея The Lion’s Roar, состоялась уже в американской ARC Studios (в городе Омаха, штат Небраска) под началом участника и продюсера Bright Eyes Майка Моджиса. Сингл с композицией вышел 14 января 2012 года, а следом она появилась и в альбоме. В то время как номер в силу своей стилистики и говорящего названия совсем не способствовал избавлению First Aid Kit от ярлыка фолк-группы, с которым дуэт усиленно боролся (сделав даже кавер на песню «War Pigs» ансамбля Black Sabbath), популярность «Emmylou» помогла The Lion’s Roar разойтись по миру в количестве свыше 250 тыс. копий и привела к личному знакомству сестёр с Харрис.
Сама певица, чьё имя значилось в заглавии композиции, знала о песне по рассказам, но специально искать и изучать трек не стала. Впоследствии, концертируя в Австралии, она случайно услышала в одном из магазинов Аделаиды как «прекрасные голоса поют моё имя», и поняла, что перед ней тот самый номер. «Было приятно наткнуться на него вот так, неожиданно — это один из тех маленьких подарков судьбы. Я люблю этих девочек», — объясняла артистка. Впервые Клара и Йоханна очно встретились с Харрис и обсудили с ней своё произведение в 2013 году, когда исполнительница гастролировала в Швеции. В 2015-м солистка получила премию Polar Music Prize, и сёстры в ходе церемонии награждения и банкета в Стокгольме сыграли для певицы её собственную балладу «Red Dirt Girl» и «Emmylou» соответственно. Наконец в 2018-м Харрис навестила дуэт перед его шоу в Нэшвилле, что, согласно Йоханне, было сюрреалистично.

## Видеоклип
В 2011 году ансамбль First Aid Kit совершил паломничество на место сожжения тела Грэма Парсонса в американском национальном парке Джошуа-Три. Пока сёстры ехали по пустыне, они слушали свой любимый кантри-альбом — GP (1973), первую сольную пластинку певца, которую он тоже записал при участии Эммилу Харрис. Такой саундтрек, по воспоминания Йоханны, прибавил путешествию таинственности. Добравшись в нужную точку, дуэт снял музыкальное видео на трек «Emmylou» в день, когда Парсонсу исполнилось бы 65 лет. «Прибыв туда мы просто растворились в духе Грэма и всей этой музыке кантри», — передала старшая Сёдерберг впечатления тандема. Как и в дебютном ролике девушек, запечатлевшем исполнение ими песни группы Fleet Foxes «Tiger Mountain Peasant Song», действие клипа происходит на природе, только теперь шведки находятся не в родных лесах близ Стокгольма, а бродят по калифорнийской пустыне.
Видео выдержано в хиппи-эстетике и среди прочего демонстрирует как сёстры из First Aid Kit поют, присев на красной скале, а также отправляют некий мистический ритуал. Данный обряд, по объяснению Йоханны, в некотором роде служит реконструкцией случившегося на том самом месте с гробом Парсонса. Попутно исполняя вокальные гармонии, девушки обустраивают на песке богемное святилище, состоящее, в частности, из цветов, камней и сундука в психоделической расцветке. Последний испускает оранжевый дым, а сёстры танцуют так, словно пребывают в трансе. Помимо этого, дуэт предстаёт в клипе сидящим возле сложенного из разноцветных камней креста и разгоняет дым руками, вскидывая их вверх и заставляя рукава своих кафтанов развеваться на ветру. Премьера ролика состоялась на YouTube-канале First Aid Kit за несколько дней до выхода сингла «Emmylou» и появления альбома The Lion’s Roar — 6 января 2012 года.

## Оценки и трактовки
Американский журнал Rolling Stone включил «Emmylou» в свой список 50 лучших песен 2012 года, назвав вокальные гармонии сестёр, сопровождающие в треке перечисление кантри-тандемов, потрясающими. «Иногда нам, американцам, нужны иностранцы, дабы напомнить нам о нашем прекрасном наследии», — заключили редакторы. В 2019 году издание внесло сингл и в перечень лучших песен 2010-х: согласно аннотации от Энджи Марточчи, то внимание к деталям, с которым First Aid Kit отдают дань уважения влиятельным кантри-парам, заставляет забыть, что девушки родом из Швеции, а в их клипе на композицию для полноты картины не хватает лишь костюма Нуди. Культурный обозреватель британской газеты The Telegraph Бернадетт Макнолти соотнесла происхождение и музыкальный стиль дуэта по-своему: делясь впечатлениями от концертного исполнения «Emmylou», она написала, что в этом номере, с его ностальгической кантри-мелодией и чистыми высокими гармониями, сёстры звучат как дочери Агнеты и Фриды из группы ABBA, которых вырастили в Нэшвилле 1960-х годов и затем телепортировали в современную Скандинавию.
Рецензент американского портала Pitchfork Рэйчел Мэддокс сочла «Emmylou», вероятно, лучшим треком в альбоме The Lion’s Roar, попутно охарактеризовав композицию как наиболее ловкую и прямолинейную демонстрацию простодушной манеры Клары и Йоханны чётко показывать слушателю источники своего вдохновения, как бы раскрывая исходный код собственного творчества. В апреле 2012 года произведение попало на диск Watch That Band! — CD-приложение к британскому журналу Uncut — среди «15 великолепных песен» с новых лонгплеев, наиболее понравившихся редакции. Оценив номер как пленительный, обозреватели издания отметили, что разом упомянув в треке Эммилу Харрис, Грэма Парсонса, Джонни Кэша и Джун Картер сёстры из First Aid Kit нашли кратчайший путь к сердцу Uncut. По итогам того же года скандинавский журнал Gaffa наградил «Emmylou» как лучший шведский хит, а в 2019-м внёс в свой список лучших песен 2010-х, описав композицию как дань уважения, сон наяву и тоску по лету, и заключив, что эта душевная кантри-жемчужина с ядром из шведской меланхолии навсегда останется современной классикой.
Британская радиостанция BBC Radio 6 Music включила песню (с пометкой «выбор Марка Рэдклиффа») в свой справочник Alternative Jukebox (2014), куда вошли «500 экстраординарных треков, рассказывающих историю альтернативной музыки», назвав произведение очаровательным, беззаботным и невинным проявлением любви с ироничными отсылками к нескольким кантри-иконам. По мнению обозревателя американского журнала American Songwriter Дэвиса Инмана, «Emmylou» может восприниматься как песня о возлюбленном, друге или сестре, однако прежде всего она говорит о преемственности поколений в музыке кантри, опоре на плечи гигантов. В схожем ракурсе на номер смотрит и Харрис, замечая, что в тексте композиции участницы First Aid Kit интересным образом объединили артистов разных генераций, и ей очень приятно соседствовать там с Джонни Кэшем и Джун Картер, которые в своё время её невероятно вдохновили.

## Трек-листы
Стандартная цифровая версия
| №  | Название                 | Автор(ы)                  | Длительность |
| -- | ------------------------ | ------------------------- | ------------ |
| 1. | «Emmylou»                | Клара и Йоханна Сёдерберг | 4:18         |
| 2. | «I Just Needed a Friend» | Клара и Йоханна Сёдерберг | 3:29         |

Промо-версия на CD
| №  | Название                  | Автор(ы)                  | Длительность |
| -- | ------------------------- | ------------------------- | ------------ |
| 1. | «Emmylou» (Radio Edit)    | Клара и Йоханна Сёдерберг | 3:41         |
| 2. | «Emmylou» (Album Version) | Клара и Йоханна Сёдерберг | 4:17         |

## Позиции в чартах
| Чарты (2012)                              | Высшая позиция | Прим.  |
| ----------------------------------------- | -------------- | ------ |
| Швеция, Sverigetopplistan Top 100 Singles | 24             | [ 27 ] |
| Норвегия, VG-lista Top 20 Singles         | 20             | [ 28 ] |
| Бельгия (Фландрия), Ultratip              | 65             | [ 29 ] |
| Великобритания, UK Independent Singles    | 33             | [ 30 ] |

## Сертификации
| Год                                                | Регион               | Сертификация | Продажи        | Прим.  |
| -------------------------------------------------- | -------------------- | ------------ | -------------- | ------ |
| 2024                                               | Великобритания (BPI) | серебряный   | свыше 200 000* | [ 31 ] |
| *Данные о продажах основаны только на сертификации |                      |              |                |        |

## Награды
Gaffa-Priset
Награда скандинавского музыкального журнала Gaffa.
| Год  | Категория             | Итог   | Прим.  |
| ---- | --------------------- | ------ | ------ |
| 2012 | «Лучший шведский хит» | Победа | [ 32 ] |

## Музыканты
- Клара Сёдерберг — вокал, гитара
- Йоханна Сёдерберг — клавишные, вокал
- Маттиас Бергквист — ударные
- Бен Бродин — фортепиано
- Майк Моджис — педал-стил, перкуссия

## Полезные ссылки
- First Aid Kit исполняют песню «Emmylou» для Харрис в ходе банкета премии Polar Music Prize на YouTube
- Подборка фотографий со съёмок видеоклипа «Emmylou» в национальном парке Джошуа-Три в Facebook